# Сент-Агюр
Сент-Агю́р — французский полутвёрдый голубой сыр с плесенью. Производится компанией Bongrain S.A. с 1988 года.
Консистенция кремовая, упругая, пастообразная с вкраплениями голубой плесени (грибок вида Пеницилл рокфоровый).
Резкий вкус голубой плесени хорошо гармонирует с мягким сливочным вкусом сыра. Имеет более нежную консистенцию и вкус, чем рокфор.

## Изготовление
Сыр производится из пастеризованного коровьего молока с добавлением сливок. Срок созревания сыра два месяца. Содержание жира 60 %. Консистенция кремовая, упругая, пастообразная с вкраплениями голубой плесени. Резкий вкус голубой плесени хорошо гармонирует с мягким сливочным вкусом сыра. Аромат нежный.
Всегда выпускается восьмиугольной формы, упакованный в фольгу.